# Scraptia forticornis
Scraptia forticornis es una especie de coleóptero de la familia Scraptiidae.

## Distribución geográfica
Habita en Japón.